# Кізлів
Кізлі́в — село в Україні, в Буській міській громаді Золочівського району Львівської області. Орган місцевого самоврядування — Буська міська рада. Колишній орган місцевого самоврядування — Кізлівська сільська рада, якій підпорядковувалися села Кізлів, Думниця та Журатин. Від 2021 року ці села підпорядковані Буській міській раді. Населення становить 667 осіб.

## Географія
Село розташоване при автодорозі між селом Новий Милятин та містом Буськ. Відстань до обласного центру становить 47 км, до районного центру — 38 км, до центру громади становить 9 км, що проходять автошляхами обласного та місцевого значення. Відстань до найближчої залізничної станції Красне — 11 км. На південний захід від села розташовано село Кудирявці, на захід — Новий Милятин, на північному заході — Ріпнів, на північному сході — Купче, на південному сході — Журатин, на півдні — Безброди. Через село пролягає автошлях М06 Чоп — Стрий — Львів — Київ.

## Населення
На 1 січня 1939 року в селі мешкало 1820 осіб, з них 1090 українців-греко-католиків, 580 українців-римокатоликів, 40 поляків, 90 польських колоністів, 20 євреїв.
За даними всеукраїнського перепису населення 2001 року у селі мешкало 667 осіб.

### Мова
Розподіл населення за рідною мовою за даними перепису 2001 року був наступним:
| українська | 663 | 99,4 |
| російська  | 2   | 0,3  |
| польська   | 2   | 0,3  |

## Історія
У «Географічному словнику Королівства Польського та інших слов'янських теренів», виданому у 1883 році подається наступна інформація стосовно села: «Кізлів з Воронівкою та Дунівом — села у Кам'янко-Струмилівському повіті, за 23 км на південний схід від Кам'янки-Струмилової, за 5 км на захід від окружного суду у Буську та 5 км на схід від поштового уряду у Новому Милятині. Більшу власність має граф Келановський — 477 моргів орних земель, 488 моргів лук та садів, 82 морги пасовищ та 761 морг лісу. Менша власність — 754 морги орних земель, 445 моргів лук та садів та 53 морги пасовищ. За переписом 1880 року було 1198 мешканців у ґміні, 179 у маєтку (750 греко-католики, решта римо-католики). Римо-католицька парафія у Милятині, греко-католицька на місці, належить до Буського деканату та Львівської архиєпархії. В селі є православна церква, денна однокласна школа. У 1872 році сюди привезли сестер-феліціанок і збудували для них каплицю, де окремий капелан щодня служить месу. Є також хмельова ферма та лікеро-горілчаний завод».

## Сакральні споруди

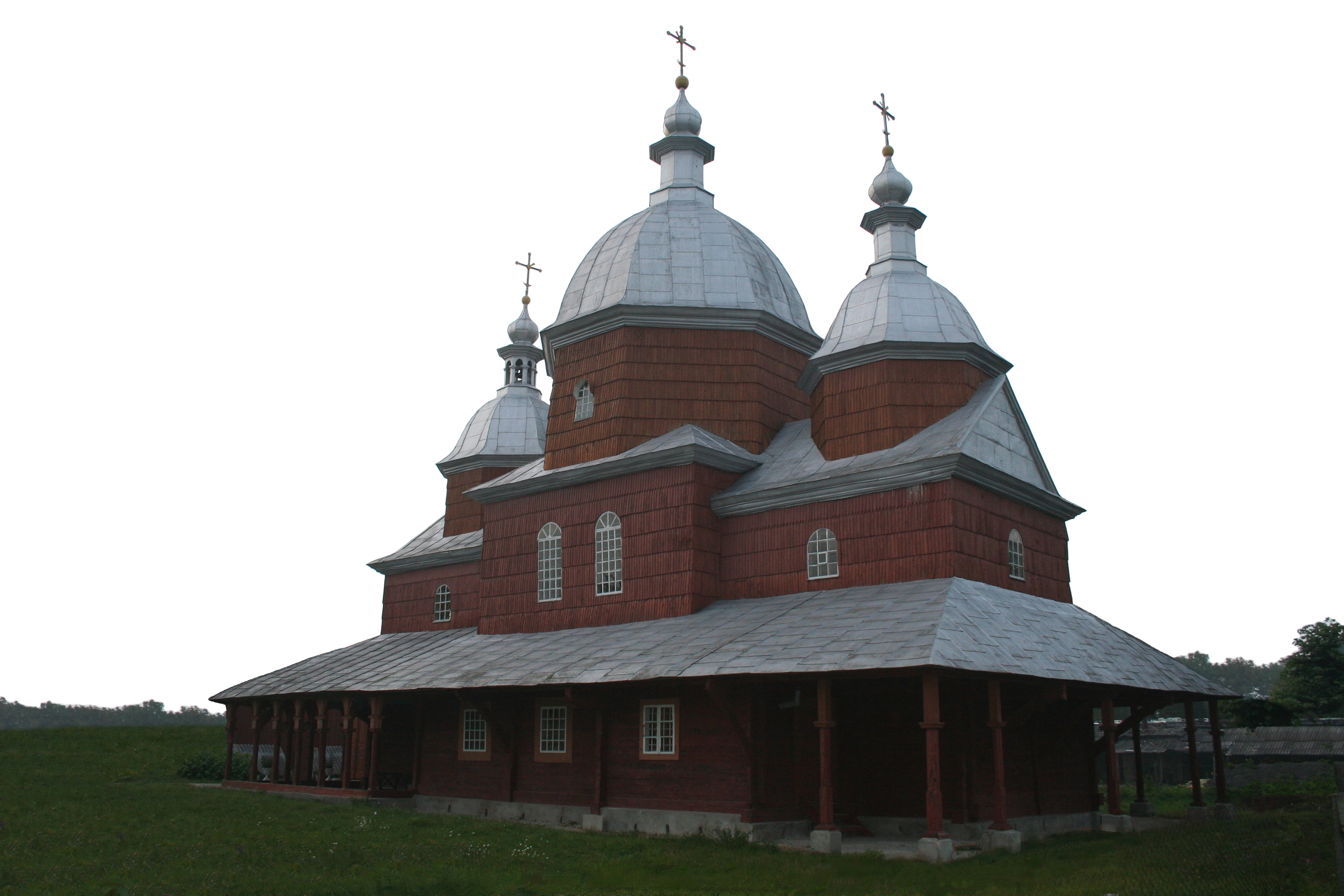
Церква святого Архангела Михаїла у с. Кізлiв

### Церква святого Архангела Михаїла
Згідно шематизму греко-католицької митрополичої Львівської архієпархії на 1914 рік, дерев'яна церква святого Архангела Михаїла збудована у 1866 році та освячена у 1870 році. Храм тризрубний, з трьома верхами, побудований із соснових брусів будівничим із Кам'янки-Струмилової (нині Кам'янка-Бузька) Іваном Васенком. Про рік спорудження храму вказує напис на одвірку західних дверей. Церква святого Архангела Михаїла оббита ґонтом, але верхи вкриті бляхою. 
У 1967 році проведений внутрішній ремонт, після чого художник В. Загачевський виконав стінопис в інтер'єрі церкви. У церкві зберігся чотириярусний іконостас з XIX століття. На захід від церкви розташована дерев'яна двоярусна дзвіниця. 10 грудня 1989 року храм переданий в користування релігійній громаді УГКЦ села Кізлів, яку 13 грудня 1991 року офіційно зареєстровано як парафію святого Архангела Михаїла. Урочисту Божественну Літургію в церкві відправив отець Василь Вороновський. Після відправи відбувся водосвятний молебень з посвяченням відновленого хреста та окропленням храму і вірних.
У 2004 році проведений зовнішній ремонт храму та дзвіниці. Відновлений храм освятив отець Василь Вороновський. У реставрації храму багато зусиль доклали художник Петро Бербека та золотар Микола Угрин.
У 2020 році парафіяльна громада села Кізлів передала на зберігання у фонди Музею народної архітектури і побуту імені Климентія Шептицького у Львові чотирнадцять картин «Хресної дороги». Цикл складається з кольорових відбитків з гравюр у дерев'яних рамочках — деякі з них підписані «R.Schleiben 1915». Чотирнадцять тематичних картин, які були традиційно розміщені на стінах храму по периметру, відповідають чотирнадцятьом стаціям Хресного шляху.

### Монастир сестер чину Святого Священномученика Йосафата
Жіночий монастир сестер чину Святого Священномученика Йосафата відновив свою діяльність у 1994 році. Над духовним вихованням дітей та молоді займається сестра Віра Мельник та усі сестри монастиря. При монастирі створено братство «Апостольства молитви». 15 червня 2003 року відбулося посвячення відновленої фігури Непорочного Зачаття Пресвятої Діви Марії, яку завдяки старанням Соломії Андрейко перенесено з Буська до монастиря. Посвячення очолив отець Петро Герилюк-Купчинський у співслужінні з отцем Робертом Глодовським, парохом Римо-католицької громади міста Буська, іншими греко-католицькими священиками.

### Капличка Пречистої Діви Марії
У 1872 році до села привезли сестер-феліціанок, для яких збудували невелику капличку. За радянських часів вона була знищена. У 2005 році отець Василь Вороновський у співслужінні з отцем Миколою Потовським на подвір'ї місцевої школи освятили відновлену капличку на честь Пречистої Діви Марії.

## Відомі люди
В селі народилися:
- Євген Коверко — український журналіст, публіцист. Член НСЖУ.
- Данило Монджейовський (24 листопада 1888 — 22 липня 1969, Стрий) — педагог. Закінчив учительську семінарії в Сокалі (до 1914). Під час першої світової війни мобілізований до австрійського війська[18]. Від 1918 року четар Українських січових стрільців, пізніше Української Галицької армії. Під час польсько-української війни був одним з керівників «Залізно-дорожнього депо» ЗУНР[19]. Від 1920-х років й до 1944 року разом з дружиною Аполонією Моджейовською (з Вознякевичів, 5 жовтня 1885, Буськ — 28 лютого 1965, Стрий) вчителювали у сільській школі села Яблунівка біля Буська[18].
- Софія-Зоня Монджейовська (1894–1975) — медсестра, боєць чоти Українських січових стрільців та Української Галицької армії. У 1915—1916 роках була особистим опікуном та лікарем Івана Франка. Під час другої світової війни виконувала завдання зв'язкової УПА, лікувала бійців та командирів повстанців, у тому числі й Романа Шухевича. Мала особисті бойові нагороди від Симона Петлюри.
- Іван Наумович — галицький письменник, політик, видавець, церковний і громадський діяч, греко-католицький, згодом православний священник, один із провідників галицького москвофільства, засновник Товариства імені Михайла Качковського.
- Петришин Наталія Михайлівна — українська радянська діячка, новатор сільськогосподарського виробництва. Герой Соціалістичної Праці.
- Максим Хома (1883—1962) — греко-католицький священник, парох села Гнилиці на Тернопільщині у 1933—1962 роках, польовий духівник (капелан), просвітянин. У 1925 році заснував філію товариства «Просвіта» з читальнею у селі Гнилиці[20].

## Інфраструктура
В селі діють Народний дім, фельдшерсько-акушерський пункт, Кізлівська загальноосвітня школа I—II ступенів (збудована у 2005 році) та бібліотека.